# Ли Цзюань
Ли Цзюань (кит. 李娟, англ. Li Juan; род. 15 мая 1981, Тяньцзинь, Китай) — китайская волейболистка, нападающая-доигровщица. Бронзовый призёр Олимпийских игр 2008.

## Биография
Волейболом Ли Цзюань начала заниматься в спортивной школе клуба «Тяньцзинь». С 1998 и до окончания спортивной карьеры в 2013 году выступала за команду «Тяньцзинь Бриджстоун» (с 2012 — «Тяньцзинь Бохай Бэнк»), в составе которой 9 раз становилась чемпионкой Китая и трижды — чемпионкой Азии среди клубов. 
В 2001 играла за молодёжную сборную Китая (бронзовый призёр молодёжного чемпионата мира), а с 2001 по 2010 — за национальную команду страны. В составе главной сборной Китая становилась призёром Олимпийских игр 2008, Всемирного Кубка чемпионов 2005, Мирового Гран-при 2007, чемпионатов Азии (2007 и 2009), по два раза выигрывала «золото» Азиатских игр и Кубка Азии. 

### Клубная карьера
- 2008—2013 —  «Тяньцзинь Бриджстоун».

## Достижения

### С клубами
- 9-кратная чемпионка Китая — 2003—2005, 2007—2011, 2013;
  - серебряный (2006) и двукратный бронзовый (2002, 2012) призёр чемпионатов Китая.
- 4-кратный победитель клубного чемпионата Азии — 2005, 2006, 2008, 2012;
  - двукратных серебряный призёр клубных чемпионатов Азии — 2009, 2011.

### Со сборными Китая
- бронзовый призёр Олимпийских игр 2008.
- бронзовый призёр Всемирного Кубка чемпионов 2005.
- серебряный призёр Мирового Гран-при 2007.
- двукратная чемпионка Азиатских игр — 2006, 2010.
- двукратный серебряный призёр чемпионатов Азии — 2007, 2009.
- двукратный победитель розыгрышей Кубка Азии — 2008, 2010.
- чемпионка Всемирной Универсиады 2003 в составе студенческой сборной Китая.
- чемпионка мира среди молодёжных команд 2001.

### Индивидуальные
- 2008: MVP чемпионата Китая.